# Johann Lachmann
Johann Lachmann (* 1491 in Heilbronn; † etwa Dezember 1538 ebenda) war ein lutherischer Theologe und der Reformator von Heilbronn. Der von Lachmann begonnene und 1528 veröffentlichte Heilbronner Katechismus gilt als zweitältester lutherischer Katechismus. Außerdem ist es Lachmanns Verhandlungsgeschick zu verdanken, dass die Reichsstädte Heilbronn und Wimpfen 1525 im Bauernkrieg vor schlimmeren Verwüstungen verschont blieben.

## Leben

### Herkunft und Ausbildung
Er war ein Sohn des Glockengießers und Ratsherrn Bernhard Lachmann († 1517) und dessen zweiter Frau Anna Fritz. Aus der ersten Ehe des Vaters stammte der ältere Bruder Bernhart d. J. († 1523), der wie der Vater Glockengießer wurde und später die väterliche Werkstatt vorgeführt hat. Wie Johann aus der zweiten Ehe stammte außerdem der Bruder Jerg († 1524), der ebenfalls Glockengießer war. Johann besuchte die Lateinschule seiner Vaterstadt und bezog 1505 die Universität Heidelberg. Hier erlangte er 1508 den akademischen Magistergrad. Er muss ein begabter Student gewesen sein, der bei seiner Magisterprüfung bereits Bewunderung erregte. Nach dem artistischen Studium wandte er sich der Jurisprudenz zu und hielt daneben einige humanistische Vorlesungen.
Als Pfarrverweser in die Kilianskirche nach Heilbronn berufen, versah er von 1514 bis 1520 dieses die Würzburger Domherren in Heilbronn vertretende Amt. Zu seinen Tätigkeiten gehörten das Lesen der Messe, die Durchführung von Taufen, Trauungen und Beerdigungen, die Seelsorge sowie die Verwaltung des aus Liegenschaften, Gülten und Zehntanteilen bestehenden Besitzes der Pfarre. Neben dem Würzburger Pfarrverweser gab es zu dieser Zeit noch das bereits 1426 gestiftete und unabhängig von den Würzburger Domherren durch den Rat der Stadt Heilbronn vergebene Predigeramt. Als der Kilianskirchen-Prediger Johann Kröner im November 1520 starb, bewarb sich Lachmann für das Predigeramt, das ihm vom Rat der Stadt um den Jahreswechsel 1520/21 zugesprochen wurde. Sein Nachfolger als Pfarrverweser wurde der Heilbronner Peter Dietz. In Heidelberg erlangte Lachmann am 29. April 1521 den Doktorgrad.

### Frühes reformatorisches Wirken in Heilbronn
Die frühesten lutherischen Predigten Lachmanns in Heilbronn sind 1524 nachgewiesen, aufgrund verschiedener Indizien kann jedoch angenommen werden, dass Martin Luther schon früher Anhänger in Heilbronn hatte: Bereits 1521 war der Heilbronner Rat nach der Ächtung Luthers auf dem Wormser Reichstag unschlüssig, ob das Wormser Edikt bekanntgegeben werden solle, und die mit der Reichsstadt verbündete Kurpfalz warnte im November 1522 vor aufrührerischen (lutherischen) Druckschriften. 1524 kam es zu verschiedenen religiösen Auseinandersetzungen in Heilbronn. Im Frühjahr wurde den Priestern durch Ratserlass geboten, keine Verhältnisse zu ihren Mägden zu unterhalten, worauf der Pfründner Wilhelm Greser entgegnete, die Priester müssten sich dann eben an der Bürgermeister Frauen und Töchter halten. Der Prediger des Barfüßerklosters am Hafenmarkt verließ im Herbst 1524 Heilbronn, um sich zu Luther nach Wittenberg zu begeben. Die Stadt befand sich darüber hinaus im Streit mit dem Karmeliterkloster, dessen im Osten der Stadt gelegener Mönchsee auf Veranlassung des Rats trockengelegt wurde. Der Karmeliterprior Heinrich Seitzenweiler hatte als Beichtvater außerdem eine Tochter des Bürgermeisters Kaspar Berlin verführt. Als sich die Karmeliter über den in der Nikolaikirche predigenden Meister Hans beschwerten, ließ der Rat diesen weiterpredigen. 
Heute noch sichtbares Zeugnis reformatorischen Gedankenguts in Heilbronn ist zudem die Ausgestaltung des 1529 von Hans Schweiner vollendeten Westturms der Kilianskirche, der aufgrund seines reformatorischen Bauschmucks als bedeutendes Renaissancebauwerk gilt.
Götz von Berlichingen wollte Lachmann Anfang 1525 zu einer Disputation nach Neckarzimmern holen, die Ketzervorwürfe des Heilbronner Barfüßers Hans Jörg von Wildenfels gegen den neugläubigen Neckarzimmerner Pfarrer Jörg Amerbacher zum Inhalt haben sollte. Der Heilbronner Rat erlaubte Lachmann zwar, als Privatperson an der Aussprache teilzunehmen, das Gespräch fand jedoch nicht statt. Anstelle dessen ließ Götz auf Veranlassung Lachmanns in Heilbronn ein Ausschreiben gegen den Barfüßermönch anschlagen. Im März 1525 beklagte sich der Würzburger Bischof Konrad II. von Thüngen beim Heilbronner Rat darüber, dass Pfarrverweser Dietz zu reformatorischen Handlungen gedrängt werde.

### Wirken im Deutschen Bauernkrieg 1525

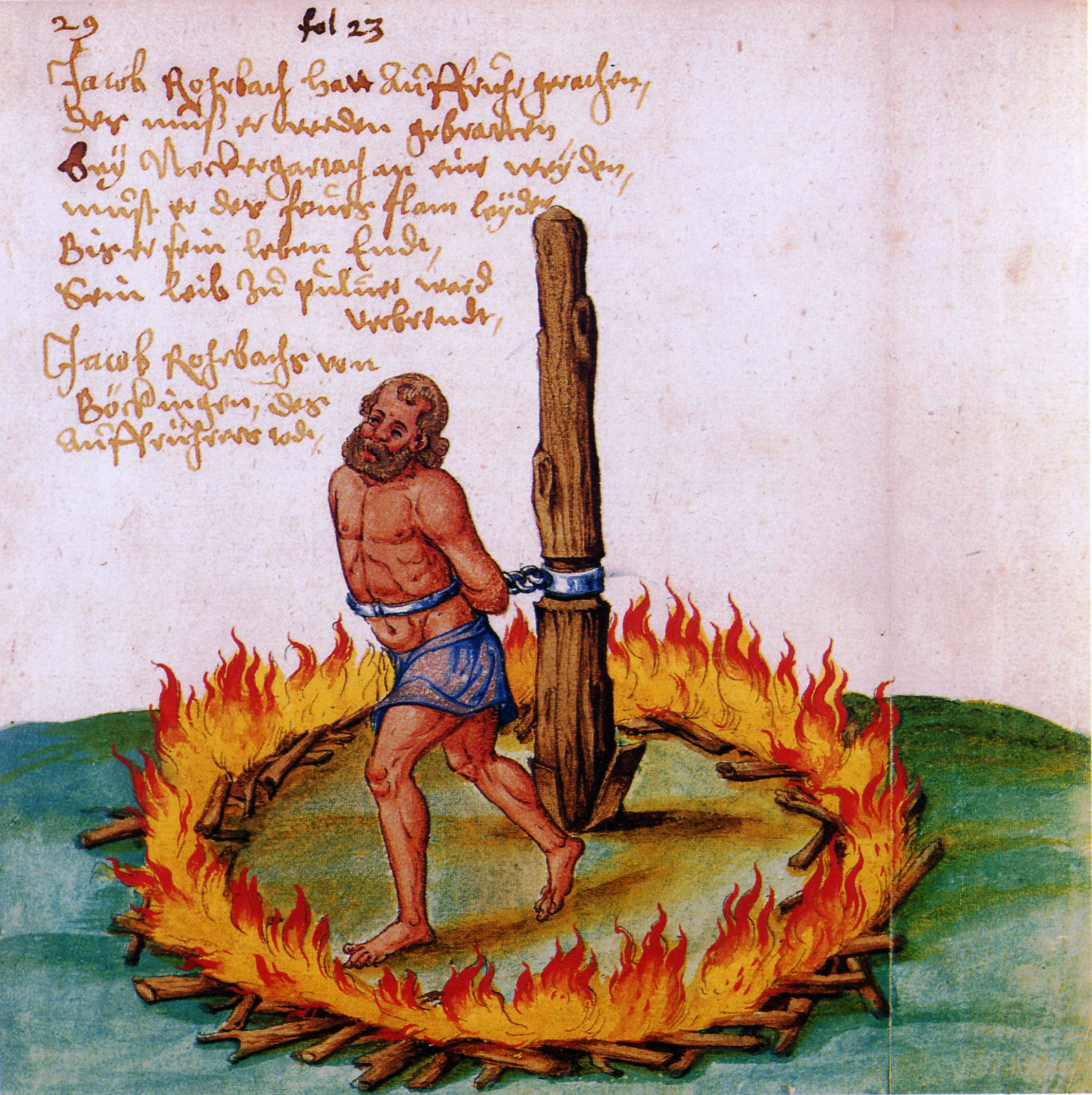
Lachmann hatte im Bauernkrieg vor allem mit dem Bauernführer Jäcklein Rohrbach zu tun, der im Mai 1525 bei lebendigem Leib verbrannt wurde.

Im April 1525 erreichten die Unruhen des Bauernkrieges die Stadt Heilbronn. Am 3. April verlangte die Bürgerschaft unter Anführung der Weingärtner die Absetzung des Heilbronner Rates. Unter Lachmanns Vermittlung konnte am folgenden Tag ein Kompromiss getroffen werden. Am 5. April richtete Lachmann eine christliche Ermahnung an die von Sontheim an Heilbronn vorbei in Richtung Hohenlohe ziehenden Bauern unter Führung Jäcklein Rohrbachs, in der er Gehorsam vor der Obrigkeit einforderte, da seiner Meinung nach die Bürden der Unterländer Bauern wesentlich leichter seien als die der Bauern in Oberschwaben und sich ihre Forderung auch ohne Schwertschläge vorbringen ließen. Am 13. April 1525, als das angewachsene Bauernheer von Hohenlohe in Richtung Heilbronn zurückkehrte, sandte er eine zweite Ermahnung, in der er ausdrückte, dass es sich keinem gläubigen Menschen auch bei unbilliger Beschwerde durch die Obrigkeit gezieme, das Schwert zu zücken; Gott bedürfe zu seinem Wort keiner Waffen.
Nachdem die Bauern am 16. April die benachbarte Stadt Weinsberg erstürmt und die Weinsberger Bluttat verübt hatten, wandten sie sich Heilbronn zu und plünderten am 18. April das außerhalb der Stadt gelegene Karmeliterkloster. Am 19. April wurden einige Bauernführer, darunter Jäcklein Rohrbach von Böckingen und Enderlin von Dürrenzimmern, zu Verhandlungen nach Heilbronn eingelassen. Zu diesen Verhandlungen wurde auch Lachmann herbeigezogen, der zuvor dem Rat der Stadt von solchen Verhandlungen abgeraten hatte. Es wurde ausgehandelt, dass die Stadt 200 Bauern einlassen müsse. Diese plünderten den Deutschhof des Deutschen Ordens und stellten hohe Geldforderungen an geistliche Körperschaften. Der stets zur Mäßigung aufrufende Lachmann predigte den Bauern und aß und schlief bei ihnen, obwohl er „lieber Steine getragen hätte“. Lachmanns Einfluss auf die Bauern bewirkte, dass deren Geldforderungen auf ein erträgliches Maß abgesenkt wurden und dass die Stadt weder ein Fähnlein noch Kanonen und Pulver für das Bauernheer stellen musste. Lachmann wirkte auch bei einem Vertrag zwischen der Reichsstadt Wimpfen und den Bauern mit.
Nachdem die Bauern am 12. Mai 1525 bei Böblingen vom Schwäbischen Bund geschlagen worden waren, entsandte Lachmann eine dritte Ermahnung, in der er die Niederlage der Bauern als Heimsuchung Gottes für die „tückische, heidnische, teuflische, tyrannische, wütische Handlung“ der Bauern darstellt, ihnen aber dennoch sein herzliches Mitleid ausdrückt.
Lachmann wurde von altgläubiger Seite mehrfach als Freund und Unterstützer der Bauern dargestellt. Zu seiner Rechtfertigung ließ er noch im Sommer 1525 die drei christlichen Ermahnungen als Buch drucken. In der Folgezeit war er in mehrere Prozesse um die Geschehnisse des Bauernkriegs in Heilbronn verwickelt. Als der Deutsche Orden gegen die Stadt wegen der Öffnung der Tore für die Bauern und die nachfolgende Plünderung des Deutschhofes klagte, versuchte das überwiegend altgläubige Kammergericht, Lachmanns Predigten als aufrührerisch darzustellen, was von Zeugen entkräftet werden konnte. Lachmann geriet auch in Konflikt mit dem Rat der Stadt, der keine eigene Verantwortung für die Stadtöffnung übernehmen wollte, sondern ganz im Sinne des Schwäbischen Bundes Verfahren gegen mit den Bauern sympathisierende Bürger eröffnete.

### Reformation in Heilbronn 1527/31

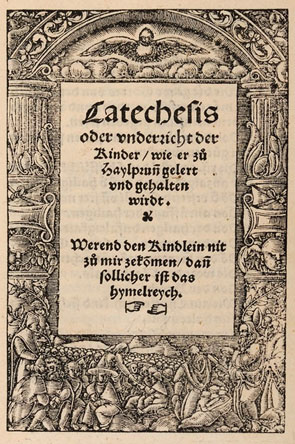
Der Heilbronner Katechismus wurde von Lachmann begonnen und von Kaspar Graeter vollendet

Im Oktober 1525 schloss sich Lachmann der lutherischen Gesinnung des Haller Predigers Johannes Brenz an. Am 20. April 1526 verlobte sich Lachmann mit der Heilbronnerin Barbara Wißbronn, worauf eine Protestnote des Würzburger Bischofs beim Heilbronner Rat einging. Der Rat entgegnete, es gebe keine ketzerischen Prediger in Heilbronn. Lachmann verteidigte in einem weiteren Schreiben seine Predigten und die geplante Eheschließung, die am 15. November 1526 in der Kilianskirche vollzogen wurde und Anlass zu allerlei Erregung gab.
1527 erreichte der Religionsstreit zwischen lutherischen und altgläubigen Anhängern in Heilbronn einen Höhepunkt. Prediger eiferten auf der Kanzel gegeneinander, und die Tumulte in Kilianskirche und Barfüßerkirche waren teilweise so groß, dass überhaupt nicht mehr gepredigt werden konnte. Lachmann trat als Mahner zur Einigkeit auf und betonte, die Stadt habe 1525 nur deswegen den Bauern die Tore öffnen müssen, weil man „spältig“ gewesen sei.
Auf Lachmann geht 1527/28 die Einführung des protestantischen Abendmahls und die Neuordnung des Armenwesens nach Vorstellung seiner „christlichen Ordnung“ zurück. Vielfach mahnte er zur Bekämpfung des Lasters und erwirkte die Erneuerung der alten Verordnung gegen Gotteslästerung, Spielen und Zutrinken. Auf ihn geht auch die Abschaffung mehrerer Feiertage zurück, die er wegen der verbreiteten Völlerei als „Fülltage“ bezeichnete. 1528 wurde der von ihm begonnene und von Kaspar Graeter vollendete Heilbronner Katechismus veröffentlicht, der als zweitältester lutherischer Katechismus gilt. 1529 führte er die deutsche Taufe in Heilbronn ein, ebenso vollzog er das Einsegnen der Ehe auf Deutsch. Er verbot das von ihm als „Abgötterei“ bezeichnete Glockengeläut bei Messe, Vesper und Totenmesse und wandte sich gegen die Einhaltung von Fastentagen. In der Folgezeit gehörte Heilbronn zu den evangelischen Städten, auch weil mit Hans Riesser 1528 erstmals ein protestantischer Bürgermeister gewählt worden war. Gleichwohl tobte in der Stadt weiter eine rege geistliche Kontroverse, wozu neben altgläubigen Stimmen auch das Auftreten von Täufern zwischen 1526 und 1530 und erneut ab 1534 zählt.
Am 30. März 1530 forderte Kaiser Karl V. die Stadt Heilbronn auf, Vertreter zum Reichstag in Augsburg zu entsenden. Lachmann, der wie Brenz den altgläubigen Kaiser als über den Parteien stehend betrachtete, verfasste hoffnungsvoll den Artikel Von der kirchlichen Änderung, der die Ordnung des damaligen Heilbronner Gottesdienstes wiedergibt und die Verantwortung der Stadt vor dem Kaiser für deren kirchliche Haltung übernahm. Die Schrift wurde vermutlich nicht überreicht oder nicht gehört, da Bürgermeister Riesser sich am 14. August in Augsburg dem Augsburger Glaubensbekenntnis nach Melanchthon anschloss. 
Mit der Abschaffung der Messe in der Pfarrkirche St. Kilian im Dezember 1531 war die Reformation in Heilbronn praktisch vollendet, und die Nachrichten über Lachmann werden seltener. 1532 sah er sich mit seinen Aufgaben in Heilbronn überlastet und erbat die Bestellung eines zweiten Predigers, wofür man den Marburger Ordinarius Erhard Schnepf gewinnen wollte, der jedoch ablehnte, wonach Meinrad Molter dieses Amt ab 1533 versah. Am 13. April 1535 wurde Lachmanns Predigerstelle für zehn Jahre erneuert, im Juli erhielt auch Molter einen Zehnjahresvertrag.
Im Sommer 1536 trat Pfarrverweser Dietz, der bereits seit 1534 „nach des Rats Gefallen“ (d. h. evangelisch) seine pfarrlichen Geschäfte verrichtete, von der Pfarrverweserschaft zurück, blieb aber als Lutheraner noch längere Zeit in Heilbronner Kirchendienst. Zu seinem Nachfolger als Pfarrverweser wurde Johann Bersig, der Lachmanns Vorstellungen entsprach.
Die letzte Nachricht von Lachmann ist seine Fürsprache für ein Bürgerrechtsgesuch eines jungen Ehepaares vom 6. November 1538. Am 27. Januar 1539 wurde seine erste Predigerstelle an Meinrad Molter vergeben, so dass Lachmann im Alter von 47 Jahren zwischen dem 6. November 1538 und dem 27. Januar 1539 verstorben sein muss. Durch sein besonnenes Handeln und seine feste Überzeugung hinterließ er eine im lutherischen Glauben geeinte Reichsstadt.

### Nachwirkung
Nach seinem Tod geriet Lachmann rasch in Vergessenheit, so dass keine Leichenrede, kein Grabstein, keine Lebensdaten, kein Bild und fast nichts über seine Person erhalten ist. Erst der Pfarrer und Historiker Karl Friedrich Jaeger hat mit seinen Werken zur schwäbischen Reformationsgeschichte und Geschichte der Stadt Heilbronn von 1828 erstmals eine Darstellung von Lachmanns Werk nach den Akten des Heilbronner Archivs vorgelegt. Lachmann soll im Heilbronner Käthchenhaus gewohnt haben. Ihm wird der Auftrag zur Ausgestaltung des Erkers am Gebäude im Jahr 1534 zugeschrieben. 
Lachmann tritt in der historischen Erzählung „Der Steinmetz von St. Kilian“ von Philipp Spieß auf, außerdem ist seit 1912 die Lachmannstraße in Heilbronn nach ihm benannt.

## Werke
- Drei christliche Ermahnungen an die Bauernschaft, ehe sie vor Weinsberg gezogen, von ihrem Fürnehmen abzustehen, Speyer 1525
- Catechesis oder Unterricht der Kinder, wie er zu Heilbronn gelehrt und gehalten wird, Augsburg 1528